# Nemacladus montanus
Nemacladus montanus är en klockväxtart som beskrevs av Edward Lee Greene. Nemacladus montanus ingår i släktet Nemacladus och familjen klockväxter. Inga underarter finns listade i Catalogue of Life.